# 旅だて!Jr.
『旅だて!Jr.』は、遠山光による日本の漫画作品。『月刊少年マガジン』（講談社）にて1990年1月号より1990年5月号まで連載された。作者が得意とするエッチコメディー漫画ではあるが、主人公の身体の一部が分離、小動物化することで巻き起こるギャグなどが主体で、前々作ハートキャッチいずみちゃん、前作胸キュン刑事に比べるとかなりお色気的な表現は控えめである。

## 概要
落ちこぼれ少年の和樹は、ひょんなことから身体の一部分が分離し、意思を持って行動するようになってしまった。誰にも言えない秘密を抱えながら、幼馴染みのひろみに振り向いてもらうため、和樹は悪戦苦闘する。

## 登場人物
山本和樹
主人公。「私立綾小路学園」の高校1年生。勉強、運動ともに苦手である。
特に運動が苦手でありながらスポーツ進学校に通っているため、学園中から煙たがられている存在となっている。
入浴中に足を滑らせて股間をぶつけたのをきっかけに身体の一部分が分離した上、自立行動を始めてしまい、以後「Jr.」と名づけて行動をともにすることになる。
ひろみを一途に慕い、そのためには努力を惜しまない。本人に自覚はないが、実は脚力は天賦の才能を持つ。一方でかなりのお調子者であり、スケベ心丸出しの行動を見せることもしばしばである。
Jr.（ジュニア）
和樹から分離した身体の一部分。一見象の頭部のような姿形をしていて、本来は存在しない眼と口のような器官がある。玉が脚代わりとなり歩行が出来る。
本体（和樹）とは別人格を有している。口が悪く、飄々とした性格で、女性の好みまで異なる。
本体とは分離しているが、排泄(無論尿しか出ない)や生殖(精通済みと思われるものの、射精は作中で一度もしていない)、触感などは共有している。人体の急所であるにもかかわらず、和樹にはかなりぞんざいに扱われ、ひどい目にあうことが多い。
思春期の男子の身体の一部分らしく、時折隆々と青筋を立てて存在感を示しているが、重度の「皮あまり」であることが窺える。
黒木ひろみ
本作品のヒロイン。「私立綾小路学園」の高校1年生。和樹の幼馴染みで10年前は結婚の約束をしていた。和樹はその言葉を信じてひろみを想い続けていたが、当の本人はそのことを忘れていて、ただの幼馴染みとしか思っておらず、冒頭でこっぴどく和樹をフッてしまう。
結局和樹とは「友達以上恋人未満」の関係となる。
いわゆる尻軽女であり、小板橋をはじめとするイイ男に弱い。そんなひろみの言動に和樹が焦って騒動が起きるというのがパターンである。
小板橋
「私立綾小路学園」の高校3年生で水泳部キャプテン。資産家の一人息子で容姿端麗、成績も優秀。ひろみが恋をした相手である。また、小板橋もひろみには特に目をかけている。
女性には一見紳士的に振舞うが、男子生徒には「コマシの小板」と呼ばれるほど女癖が悪い。その上、姑息な策を弄したり、無責任な行動から仲間を命の危険に晒したりと人格にかなり難のある人物。
ひろみを毒牙にかけようとしたところを和樹に邪魔された結果、悪行が学園中に広まり、肩身の狭い思いをする羽目になった。このため和樹を逆恨みしている。
最期は哀れな末路を遂げるがひろみには「因果応報」と切り捨られている。